# Jernejčič
Jernejčič je priimek v Sloveniji, ki ga je po podatkih Statističnega urada Republike Slovenije na dan 1. januarja 2021 uporabljalo 173 oseb. Ta priimek je po pogostnosti na 2.567 mestu.
Priimek Jernejčič je nastal iz imena Jernej, oz. prvotno tudi Bartolomej. Iz imena Jernej in njegovih oblik so nastali priimki Arne, Arnečič, Arnejc, Arnejčič, Arnejšek, Jerne, Jernečič, Jernej, Jernejc, Jernejčič, Jernejec, Jernejšek ter Bartel, Bartelj, Bartol, Bartolj, Brtoncelj, Paternež, Patrnoš.

## Znani nosilci priimka
- Andreja Jernejčič (*1975),  magistrica znanosti iz komunikologije, novinarka, svetovalka za odnose z javnostmi in trenerka javnega nastopanja
- Barbara Jernejčič Fürst, slovenska mezzosopranistka, izredna profesorica na Akademiji za glasbo v Ljubljani
- Jernej Jernejčič (1933 - 1977), kemik
- Matilda Jernejčič (r. Berce) (1933 - 2017), kemičarka